# Малый Харитоньевский переулок
Ма́лый Харито́ньевский переу́лок — улица в центре Москвы в Басманном районе между Мясницкой улицей и Большим Харитоньевским переулком.

## Происхождение названия
В конце XVIII — начале XIX веков назывался Урусов, Барышников, Мальцев по фамилиям домовладельцев. Затем закрепилось современное название по церкви Харитония Исповедника «что в Огородниках», известной с 1654 года (снесена в 1935 году). В 1960—1993 годах улица Грибоедова в память о писателе А. С. Грибоедове (1795—1829).

## Описание
Малый Харитоньевский переулок начинается от Мясницкой улицы, проходит на юго-восток параллельно Большому Козловскому, слева к нему примыкает переулок Огородная Слобода, заканчивается на Большом Харитоньевском.

## Примечательные здания и сооружения
По нечётной стороне:

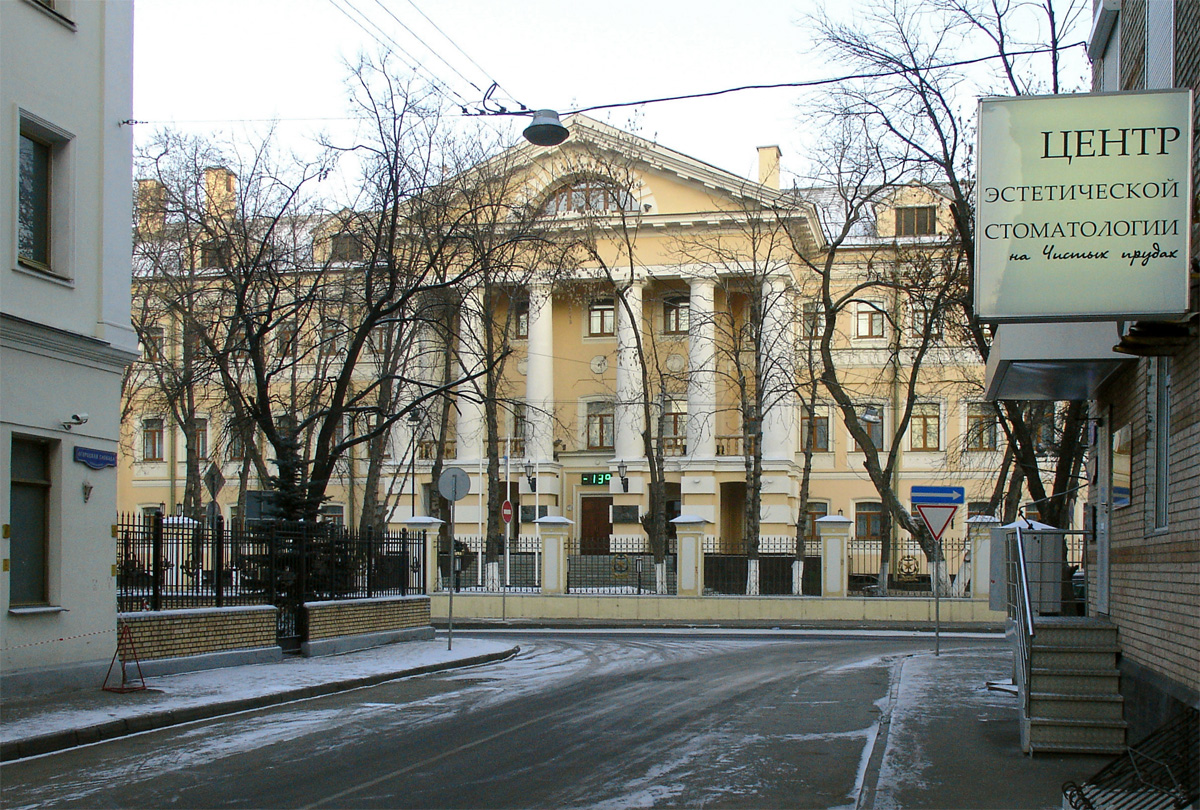
Филаретовское женское епархиальное училище (№ 5)

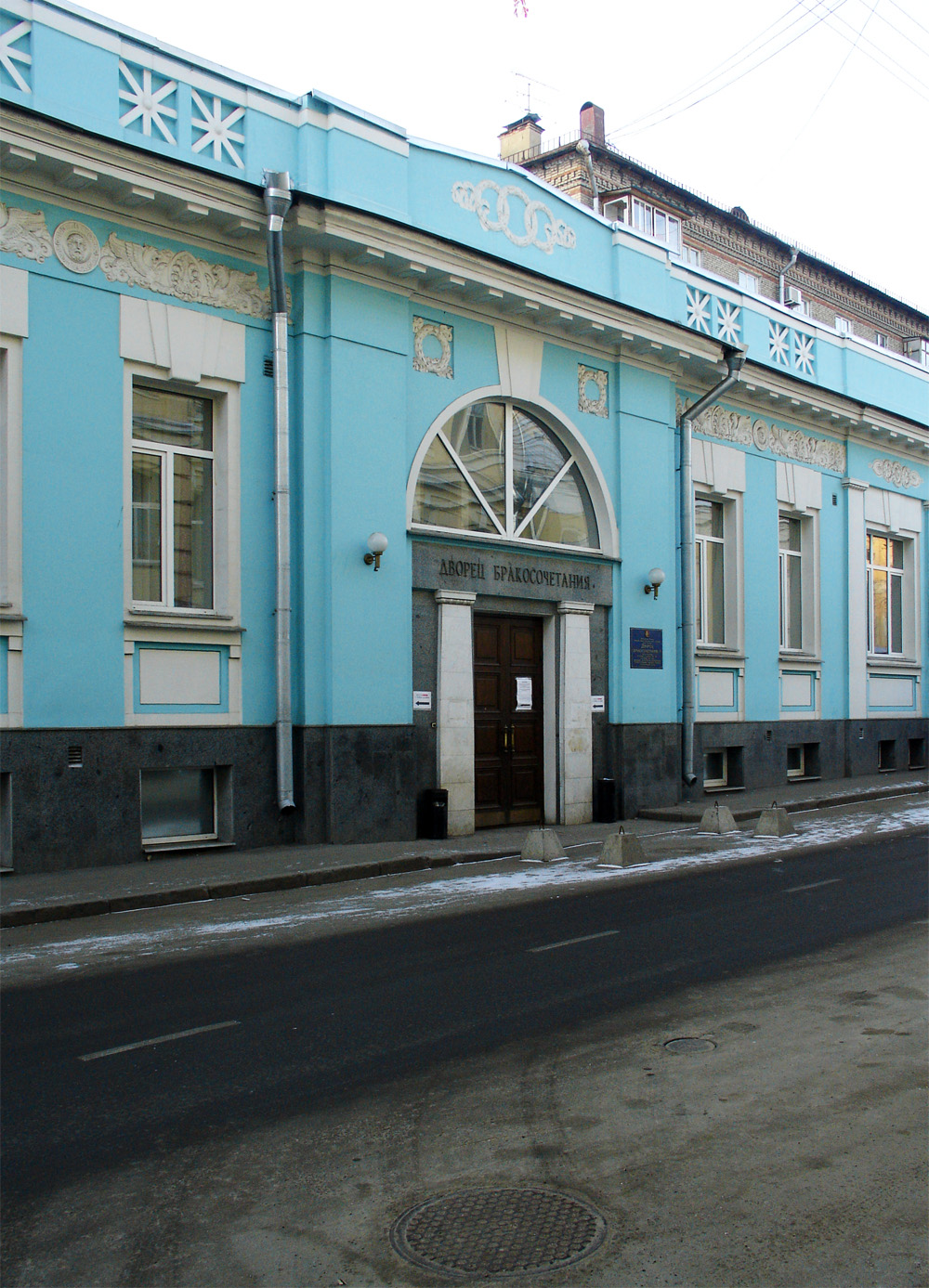
Особняк А. В. Рериха (№ 10)

- № 1/44 — Главный дом усадьбы Л. К. Нарышкина — Н. Ф. фон Мекк — Н. Д. Стахеева, XVIII—XIX вв., перестроен в 1897—1899 годах М. Ф. Бугровским. Объект культурного наследия федерального значения. С 1826 года дом принадлежал Арсеньевым, знакомым Пушкина; существуют предположения, что поэт бывал в этом доме. В 1843 году у Арсеньевых останавливался гастролирующий в Москве Ференц Лист. В 1880-х годах домом владела Н. Ф. фон Мекк, известная перепиской с П. И. Чайковским; композитор неоднократно останавливался в этом доме. В 1880-х годах здесь жил композитор Клод Дебюсси, который преподавал дочерям фон Мекк музыку.
- № 3 — городская усадьба князя А. А. Урусова, возведенная в конце XVIII — начале XIX веков[1]; 1825 г., 1883 г., архитектор В. А. Гамбурцев
- № 5 — Филаретовское женское епархиальное училище (1861, архитектор А. О. Вивьен; 1878 — надстройка третьим этажом, архитектор М. Г. Пиотрович; 1930-е — пристройка портика)[1]. После 1917 года это здание заняло Управление внутренней охраны НКВД, а с 1925 года здесь находился Главный штаб ВМФ СССР[2].
- № 7 — жилой дом (1891, архитектор Б. В. Рутковский). Здесь жили: экономист А. В. Чаянов[3], юрист С. Е. Гославский (сын писателя и драматурга Е. П. Гославского)[4].

По чётной стороне:
- № 2 — усадьба И. И. Барышникова. Возникла в конце XVIII века. Между 1793 и 1802 гг. по проекту архитектора М. Ф. Казакова было выстроено ныне существующее здание в форме открытого к улице каре, включившего палаты конца XVII — начала XVIII веков;
- № 4 — дом Московского политехнического общества при Высшем техническом училище (1904—1905, архитектор А. В. Кузнецов, с использованием идеи В. Ф. Валькота)[1][5]. Здание построено в неоготическом стиле и выглядит как замок, облицованный тёмным камнем, с узкими окнами-бойницами. После Октябрьской революции — Дом съездов Наркомпроса, в котором в 1919—1921 гг. неоднократно выступал В. И. Ленин. В настоящее время в здании располагается Институт машиноведения имени А. А. Благонравова (сотрудников и аспирантов которого иногда в шутку дразнят «готами»)[6]
- № 6 — Бывший дом Политехнического общества (1904—1906, архитектор А. В. Кузнецов). В рамках гражданской инициативы «Последний адрес» на доме установлены мемориальные знаки с именами лингвиста Степана Эммануиловича  Вильковиского  и техника Якова Яновича  Уталина[7], расстрелянных в годы сталинских репрессий.  Согласно базам данных правозащитного общества «Мемориал» как минимум 8 жильцов этого дома были расстреляны в годы террора[8].  Число погибших в лагерях ГУЛАГа не установлено.
- № 6 стр. 1, 2 — Главный дом и жилой флигель городской усадьбы Н. С. Фатьянова, А. С. Ланггауза, Н. Ф. Стахеева (кон. 1740; нач. 1850-х гг.; 1878, архитектор С. В. Соколов; 1886, архитектор М. Ф. Бугровский)
- № 10 — Особняк А. В. Рериха (1909, архитектор С. Ф. Воскресенский)[1], в настоящее время — Дворец бракосочетания № 1; Ранее на этом месте стоял дом, в котором с осени 1851 года до конца своих дней жил учёный и общественный деятель Т. Н. Грановский[9].
- № 12 — Высший арбитражный суд РФ. Ранее здесь находилось снесённое в 1970-х годах двухэтажное здание, считающееся родовым владением Рябушинских: в телефонном справочнике 1908 года по этому адресу был указан телефон младшего из сыновей Ф. П. Рябушинского и других наследников А. С. Рябушинской, под которыми подразумевались её незамужние дочери — Надежда и Александра.
- Памятник-бюст С. А. Чаплыгину. Выполнен скульптором З. М. Виленским и архитектором Ю. И. Гольцевым. Установлен в 1960 году на углу с Большим Харитоньевским переулком[10].